# Гольдберговская улица
Гольдберговская улица (ранее — Первой Конной Армии, ещё ранее — Заиковская) — улица в Харькове. Расположена западнее проспекта Гагарина, неподалёку от одноимённой станции метро.
Точное время появления первых жителей на улице неизвестно. Расположена в центре исторического района Заиковки, известного ещё с 1798 года. Изначально улица получила название Заиковская. В конце XIX — начале XX века была одним из торговых центров города. Население района активно росло, на территории улицы стали появляться жилые дома и прочие здания. В 1881 году была построена Александро-Невская церковь. Также появился завод по выпуску лаков и красок, а также сложное училище. На улице также находилось подворье Старо-Харьковского Куряжского монастыря и часовня. На их месте в 1906 году было предложено построить каменный храм для постоянно растущего количества прихожан. Землю для церкви подарила землевладелица Мария Семёновна Гольберг. Храм был освящён уже во время Первой мировой войны, 29 мая 1915 года, а большую часть стоимости работ оплатил купец первой гильдии Григорий Гольберг, избранный церковным старостой. Трёхсвятительскую церковь в народе стали называть Гольберговской. Напротив здания церкви купец также выстроил трёхэтажный особняк в стиле романтического модерна.
В 1969-м году улица Заиковская была переименована в улицу Первой Конной Армии, в честь воинского подразделения, принимавшего участие в Гражданской войне. В здании особняка Гольберга расположилась городская санстанция. В ещё одном особняке в доме под номером 106 сначала находились краскотёрка и масловарка, а позже — лакокрасочный завод «Красный химик»; в 1975 году производственные мощности переехали на улицу Новожанова. В доме номер 45 также провела детство советская певица Клавдия Шульженко.
В 2015 году в ходе декоммунизации улица была переименована в Гольдберговскую. При этом некоторые горожане усмотрели в переименовании ошибку, так как в фамилии Григория Гольберга отсутствовала буква «д», появившаяся в названии улицы.